# Medalla Thomas Hunt Morgan
La Genetics Society of America otorga anualmente la Medalla Thomas Hunt Morgan a uno de sus miembros por su trayectoria en el campo de la genética. Es el reconocimiento al conjunto de trabajo de un genetista excepcional. Los receptores de la Medalla han hecho contribuciones sustanciales a la genética a lo largo de su carrera.
Esta medalla fue establecida por la GSA en 1981 y recibe su nombre en honor de Thomas Hunt Morgan (1866-1945), ganador en 1933 del Premio Nobel por su trabajo con Drosophila y sus "descubrimientos sobre el papel desempeñado por el cromosoma en la herencia."
Los premiados han sido:
| Año  | Investigador         | Institución                                             |
| ---- | -------------------- | ------------------------------------------------------- |
| 2015 | Brian Charlesworth   | University of Edinburgh, UK                             |
| 2014 | Frederick M. Ausubel | Harvard Medical School y Massachusetts General Hospital |
| 2013 | Thomas Petes         | Duke University                                         |
| 2012 | Kathryn V. Anderson  | Memorial Sloan-Kettering Cancer Center                  |
| 2011 | James E. Haber       | Brandeis University                                     |
| 2010 | Alexander Tzagoloff  | Columbia University                                     |
| 2009 | John Roth            | University of California, Davis                         |
| 2008 | Michael Ashburner    | Cambridge University, UK                                |
| 2007 | Oliver Smithies      | University of North Carolina at Chapel Hill             |
| 2006 | Masatoshi Nei        | Penn State University                                   |
| 2005 | Robert L. Metzenberg | University of California, Los Ángeles                   |
| 2004 | Bruce N. Ames        | University of California, Berkeley                      |
| 2003 | David S. Hogness     | Stanford University School of Medicine                  |
| 2002 | Ira Herskowitz       | University of California, San Francisco                 |
| 2001 | Yasuji Oshima        | Kansai University, Osaka, Japón                         |
| 2000 | Evelyn M. Witkin     | Rutgers University                                      |
| 1999 | Salome Waelsch       | Albert Einstein College of Medicine                     |
| 1998 | Norman H. Horowitz   | California Institute of Technology                      |
| 1997 | Oliver E. Nelson     | University of Wisconsin–Madison                         |
| 1996 | Franklin W. Stahl    | University of Oregon                                    |
| 1995 | Matthew Meselson     | Harvard University                                      |
| 1994 | David D. Perkins     | Stanford University                                     |
| 1993 | Ray D. Owen          | California Institute of Technology                      |
| 1992 | Edward H. Coe        | University of Missouri                                  |
| 1991 | Armin Dale Kaiser    | Stanford University                                     |
| 1990 | Charles Yanofsky     | Stanford University                                     |
| 1989 | Dan L. Lindsley      | University of California, San Diego                     |
| 1988 | Norman H. Giles      | University of Georgia                                   |
| 1987 | James F. Crow        | University of Wisconsin–Madison                         |
| 1986 | Seymour Benzer       | California Institute of Technology                      |
| 1985 | Herschel Roman       | University of Washington                                |
| 1984 | George W. Beadle     | University of Chicago                                   |
| 1984 | R. Alexander Brink   | University of Wisconsin–Madison                         |
| 1983 | Edward B. Lewis      | California Institute of Technology                      |
| 1982 | Sewall Wright        | University of Wisconsin–Madison                         |
| 1981 | Barbara McClintock   | Cold Spring Harbor Laboratory                           |
| 1981 | Marcus M. Rhoades    | Indiana University                                      |